# Joseph Grillet-Desprades
Joseph Grillet-Desprades est un poète français.

## Biographie
Né à Limoges en 1733, il fut vicaire général de Die, instituteur des enfants du comte d’Artois et abbé de La Vernusse. Il était membre de l’Académie des belles-lettres, sciences et arts de La Rochelle, et mourut en juin 1810.

## Œuvres
- Poème sur l’électricité, imprimé dans L'Année littéraire du 18 novembre 1763.
- Les Quatre parties du jour à la ville, traduction libre de l’abbé Parini, 1776, in-12 ; traduction élégante, dit M. Sabatier de Castres. Desprades avait entrepris une traduction de l’Aminte du Tasse ; elle n’a pas paru. C’est à un autre auteur que l’on doit : Essai sur l’honneur, par G. Desprades, 1805, in-12.